# 미나가와 료지
미나가와 료지(일본어: 皆川 亮二, 1964년 7월 5일 ~ )은 일본의 만화가이다. 도쿄도 구로다 구 출신이다.

## 개요
고등학생 때 동급생이였던 간자키 마사오미에게 권유받아 만화를 그리기 시작한다.
1988년, 〈HEAVEN〉(쇼가칸 《주간 소년 선데이》에 연재)가 제 22회 쇼가칸 신인 코믹 대산 소년 부분에 입상하며 데뷔.
대표작으로 애니메이션 화도 된 《스프리건》나 제 44회 소가칸 만화상을 수상한 《ARMS》등이 있다.
데뷔하고 나서 줄곧 《주간 소년 선데이》와 같은 쇼가칸 소속 잡지에서만 활동하고 있었지만 《D-LIVE!!》연재 후 쇼가칸을 나와 집영사나 고단샤 등 타 출판사에서도 활동하기도 하며 게임 캐릭터 디자인에 손대기도 한다.